# Bosroger
Bosroger is een gemeente in het Franse departement Creuse (regio Nouvelle-Aquitaine) en telt 104 inwoners (2009). De plaats maakt deel uit van het arrondissement Aubusson.

## Geografie
De oppervlakte van Bosroger bedraagt 7,3 km², de bevolkingsdichtheid is dus 14,2 inwoners per km².
De onderstaande kaart toont de ligging van Bosroger met de belangrijkste infrastructuur en aangrenzende gemeenten.

## Demografie
Onderstaande figuur toont het verloop van het inwonertal (bron: INSEE-tellingen).

1. ↑  Populations de référence 2022.